# جبل مسعدة

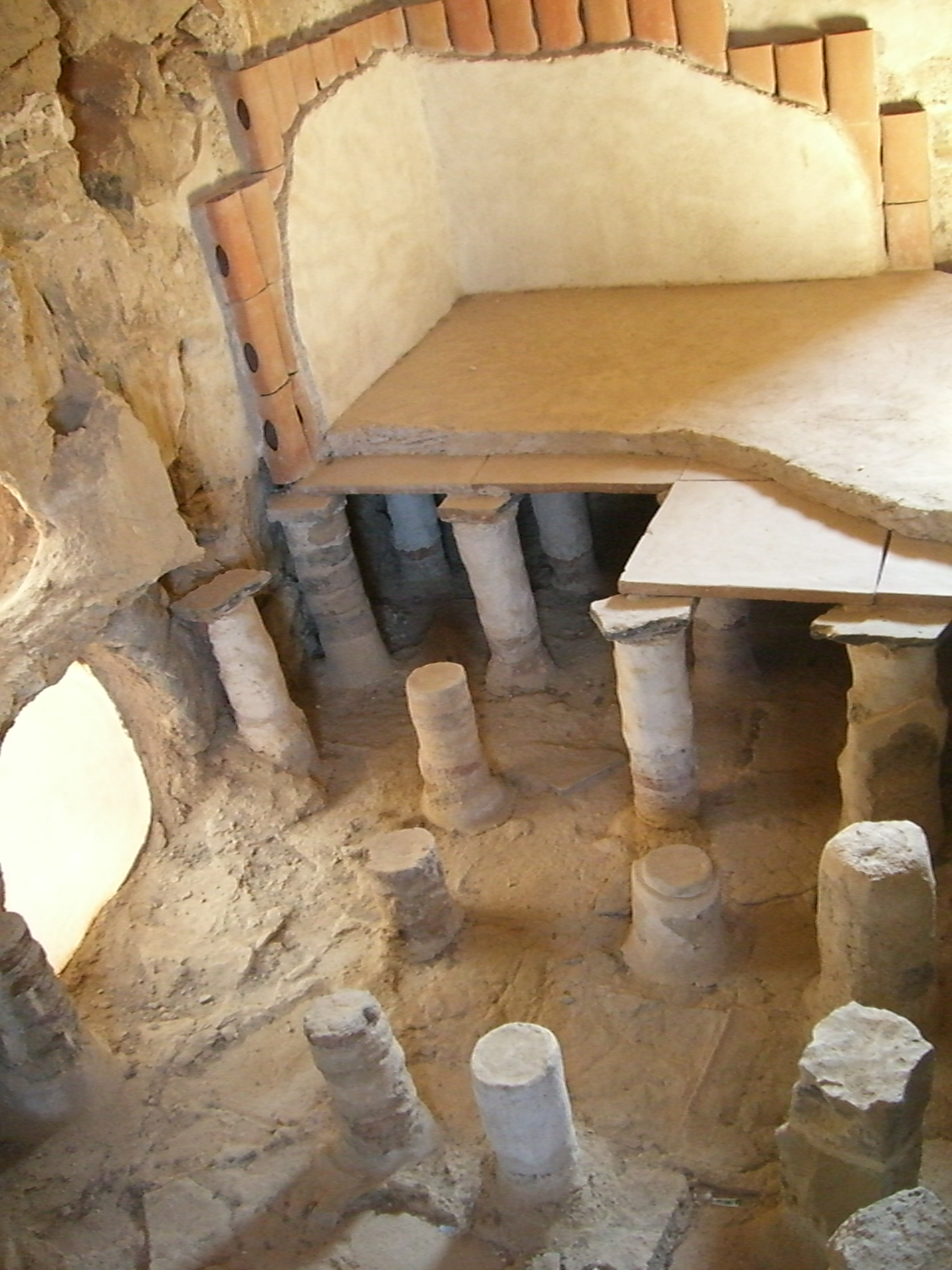

جبل مسعدة (بالعبرية: מְצָדָה) هو اسم جبل يطل على الساحل الغربي للبحر الميت، شرقي منطقة النقب الصحراوية. ويبلغ علو قمة الجبل 450 متر فوق سطح البحر، ولكن لكونه مطل على منخفض البحر الميت، يمكن الإشراف منها على منطقة واسعة حوله، إذ يبلغ علو قمته نحو 850 متر فوق المنخفض. يقبع أعلى قمة الهضبة الصخريّة حصن قديم معزول، في منطقة تشبه الميسه. تتبع المنطقة حاليًا لإدارة المنطقة الجنوبية في إسرائيل، وتقع على الحافة الشرقية لبرية الخليل، وتطل على البحر الميت على بعد 20 كم (12 ميل) شرق عراد.
بنى هيرودس الكبير قصرين لنفسه على الجبل، وحصن مسعدة بين عامي (37 ق.م -31 ق.م). ووفقًا للمؤرخ يوسيفوس فلافيوس وفي نهاية الحرب اليهودية الرومانية الأولى تم حصار مسعدة من قِبل القوات الرومانية في الفترة بين (73-74 م)، انتهى بالانتحار الجماعي لـ 960 من المتمردين السيكاريين الذين كانوا يختبئون هناك. ومع ذلك، فإن الأدلة الأثرية ذات الصلة بحدث الانتحار الجماعي غامضة غالبًا، ورفضها بعض العلماء تمامًا.
مسعدة حاليًا هي واحدة من مناطق الجذب السياحي الأكثر شعبية في إسرائيل. خلال الفترتين (2005-2007) و (2009-2012)، كانت ثاني أكثر حديقة حيوان شعبية بعد حديقة الحيوان الكتابية في القدس. يستقطب الموقع حوالي 750,000 زائر سنويًا.

## الجغرافيا
الجرف الذي يشكله جبل مسعدة من الناحية الجيولوجية هو نتق. وتنتهي حواف الهضبة فجأة في المنحدرات شديدة الانحدار على ارتفاع حوالي 400 متر (1,300 قدم) إلى الشرق وحوالي 90 متر (300 قدم) إلى الغرب، ومن الصعب جدًا التنقل في الطرق الطبيعية المؤدية إلى القلعة. الجزء العلوي من الهضبة يشبه الميسا وهو مسطح ومعيني الشكل، حوالي 550 مترًا (1800 قدمًا) في 270 مترًا (890 قدمًا). وقد بنى هيرودس جدار مكمن بارتفاع 4 أمتار (13 قدمًا) حول الهضبة يبلغ طوله الإجمالي 1,300 مترًا (4,300 قدمًا)، مُعززًا بالعديد من الأبراج. تحتوي القلعة على مخازن، وثكنات، ومستودع أسلحة، وقصر، وسلسلة من الخزانات الأرضية (بسعة حوالي 40,000 م³) ويتم ملئها بمياه الأمطار - ويُزعم أن الجريان السطحي الذي تم جمعه من أمطار يوم واحد قادر على تزويد أكثر من 1000 شخص لمدة (2-3 سنوات). كما ويوجد ثلاثة مسارات ضيقة ومتعرجة تؤدي من الأسفل إلى الأعلى باتجاه البوابات المحصنة.

## التاريخ
تنحصر الدراسات التاريخية لجبل مسعدة في دراسات المؤرخ اليهودي الروماني يوسيفوس فلافيوس، وذلك خلال القرن الأول الميلادي.

### الفترة الحشمونية
يكتب فلافيوس أن الموقع تم تحصينه لأول مرة على يد الحاكم الحشموني ألكسندر جنايوس في القرن الأول قبل الميلاد. ومع ذلك، لم يتم حتى الآن التعرف على أي بقايا بناء من العصر الحشموني خلال الحفريات الأثرية.
وحسب فلافيوس أن هيرودس الكبير استولى على الجبل في صراع على السُلطة الذي أعقب وفاة والده أنتيباتر الأدومي عام 43 قبل الميلاد. وفشل الحشمونيين لاحقًا باحتلالها بعد حصار قام به آخر ملوك الحشمونيين أنتيجونوس الحشموني، الذي دُعم من الفرثيين.

### فترة هيرودس
وفقًا لفلافيوس فإن خلال الفترة بين عامي (37ق.م-31 ق.م)، بنى هيرودس الكبير قلعة كبيرة على الهضبة لتكون ملجأ لنفسه في حالة حدوث ثورة، وأقام قصرين مزودين بإمدادات غذائية كبيرة جدًا.

### خلال فترة الحرب الرومانية اليهودية
في عام 66 ميلادية تغلبت مجموعة من المتمردين اليهود السيكاريين، على الحامية الرومانية في مسعدة بواسطة حيلة. وبعد تدمير الهيكل الثاني في عام 70 م، فر أعداد أخرى من السيكاريين من القدس واستقروا على قمة الجبل بعد ذبح الحامية الرومانية.
وفقًا لفلافيوس كان السيكاري مجموعة يهودية متطرفة منشقة ومعادية لمجموعة أكبر من اليهود، يشار إليهم باسم الزيلوت، الذين حملوا العبء الرئيسي للتمرد. قال فلافيوس إن السيكاري أغاروا على القرى اليهودية المجاورة بما في ذلك عين جدي، حيث ذبحوا 700 امرأة وطفل.

## القلعة
يوجد على قمة جبل مسعدة موقع أثري يحمل نفس الاسم وتسمى أيضًا خربة سبّة؛ ويشمل على بقايا قلعة قديمة وقصر محصن تم بناؤهما في نهاية القرن الأول قبل الميلاد بأمر هيرودس الكبير الذي ملك آنذاك على مملكة يهوذا.
المصدر الرئيسي للمعلومات عن تاريخ الموقع هو كتاب «تاريخ حرب اليهود ضد الرومان» للمؤرخ اليهودي الروماني يوسيفوس فلافيوس الذي اشترك في التمرد على الرومان ثم سلّم نفسه وتعاون معهم. وحسب كتاب يوسيفوس فلافيوس، بنى هيرودس الكبير القلعة في الفترة ما بين 37 و 31 قبل الميلاد، ونوى اللجوء إليها في حالة تمرد اليهود رعاياه عليه، الأمر الذي خشي منه بسبب عدم الإجماع لدى أبناء مملكة يهوذا على شرعية حكمه، وبسبب النزاعات بين الطوائف اليهودية التي دارت في العقود ما بين نهاية القرن الأول ق.م. وبداية القرن الأول للميلاد.

## التمرد اليهودي
في 66 للميلاد، بعد اندلاع الثورة اليهودية الكبرى بقليل (70 عاما بعد وفاة هيرودوس الكبير) احتلت مجموعة «السيكاري» بقيادة إلعزار بن يائير قلعة متسادا من الجيش الروماني الذي كان مرابطا فيها. وكانت هذه المجموعة تعرف بأنها إحدى المجموعات الأكثر تطرفا من بين المتمردين اليهود. في 70 للميلاد، وقت قصير قبل قمع التمرد وتدمير مدينة أورشليم من قبل الرومان، طرد أهل أورشليم (القدس) أنصار السيكاريين مع عائلاتهم من المدينة، فلجأوا إلى مسادا. بين 70 و72 أصبحت مسادا قاعدة السيكاريين من حيث غزوا على بلدات يهودية ورومانية في المنطقة.
كانت مسادا آخر المواقع التي استولت الجيوش الرومانية عليها في حملتها لقمع التمرد اليهودي. في 73 للميلاد فرض عليها الجيش الروماني العاشر حصارا استمر 3 أشهر تقريبا. رفض الموجودون في القلعة الاستسلام وفضلوا قتل أنفسهم بعد أن نجحت القوات الرومانية في اقتحام تحصينات القلعة.

## الحفريات
عام  1842 تم العثور على بقايا قلعة مسادا وبدأت الحفريات الأثرية في الموقع. تلائم المعثورات الأثرية أوصاف يوسيفوس فلافيوس بشكل عام، ولكن علماء الآثار لم يجدوا دلائل مقنعة على قتل مدافعي القلعة أنفسهم بعد اقتحام الجيش الروماني لتحصينات القلعة، وهو أمر يصفه يوسيفوس فلافيوس في كتابه بتفاصيل. هناك دلائل أثرية على أن مدافعي القلعة أشعلوا النار في المباني، ولكنه لم يعثر على جثث أو قبور في القلعة أو حولها. كذلك تثير قصة مسادا تساؤلات أخرى، وأهمها عدم ذكر هذا الحدث التاريخي في أي مصدر يهودي من القرون الأولى ما قبل الميلاد، باستثناء كتاب يوسيفوس فلافيوس. وعلى سبيل المثال، لم تذكر قصة مسادا في النقاش بشأن الحالات الذي يسمح لليهودي قتل نفسه رغم الحظر الديني على ذلك في اليهودية. هناك افتراض بأن التيار اليهودي المركزي بعد خراب هيكل هيرودس أراد حذف ذكر السيكاريين لاعتبارهم كافرين. وهناك افتراض آخر بأن زعماء اليهود خشوا من تشجيع رعاياهم على التمرد في ظل فشل حملتي التمرد على الرومان عام 70 وعام 136 ميلاديا.

## رمزية صهيونية
في الصهيونية أصبحت قصة مسعدة رمزا وطنيا ومثالا لبطولة اليهود في الحرب من أجل بلادهم، وأصبح شعار «لن تسقط مسادا ثانية» من أشهر الشعارات الوطنية التي رفعه اليهود الصهيونيون. مع مرور السنوات بعد تأسيس دولة إسرائيل زادت الانتقادات ضد الإشادة بقصة مسادا التي قد يُفهم منها تشجيع الانتحار ومنذ منتصف سبعينات القرن ال20 تقلصت أهمية هذه القصة في التربية الصهيونية.
هناك شكوك كثيرة تحيط بقصة ماسادا نظراً لأنها منقولة عن أمرأة وأمها وأطفالها كانوا قد اختبئوا في أحد الكهوف وقد نقل عنهم يوسيفوس فلافيوس الخطبة الطويلة لحاكم المسادا قبل عملية الانتحار الجماعي المزعوم التي من المفترض أن اولئك النسوة قد حفظوها على طولها !!
كما روى كذلك تفاصيل عملية الانتحار بكل دقة نقلاً أيضاً عن نفس النسوة الذين من المفترض أنهن مختبئين في أحد الكهوف !!
مما يثير الريبة في حقيقة وواقعية هذه الإسطورة

## التراث العالمي
في 2001 أعلنت منظمة اليونسكو التابعة للأمم المتحدة الموقع الأثري في مسادا موقع للتراث العالمي.